# 中国电子学会

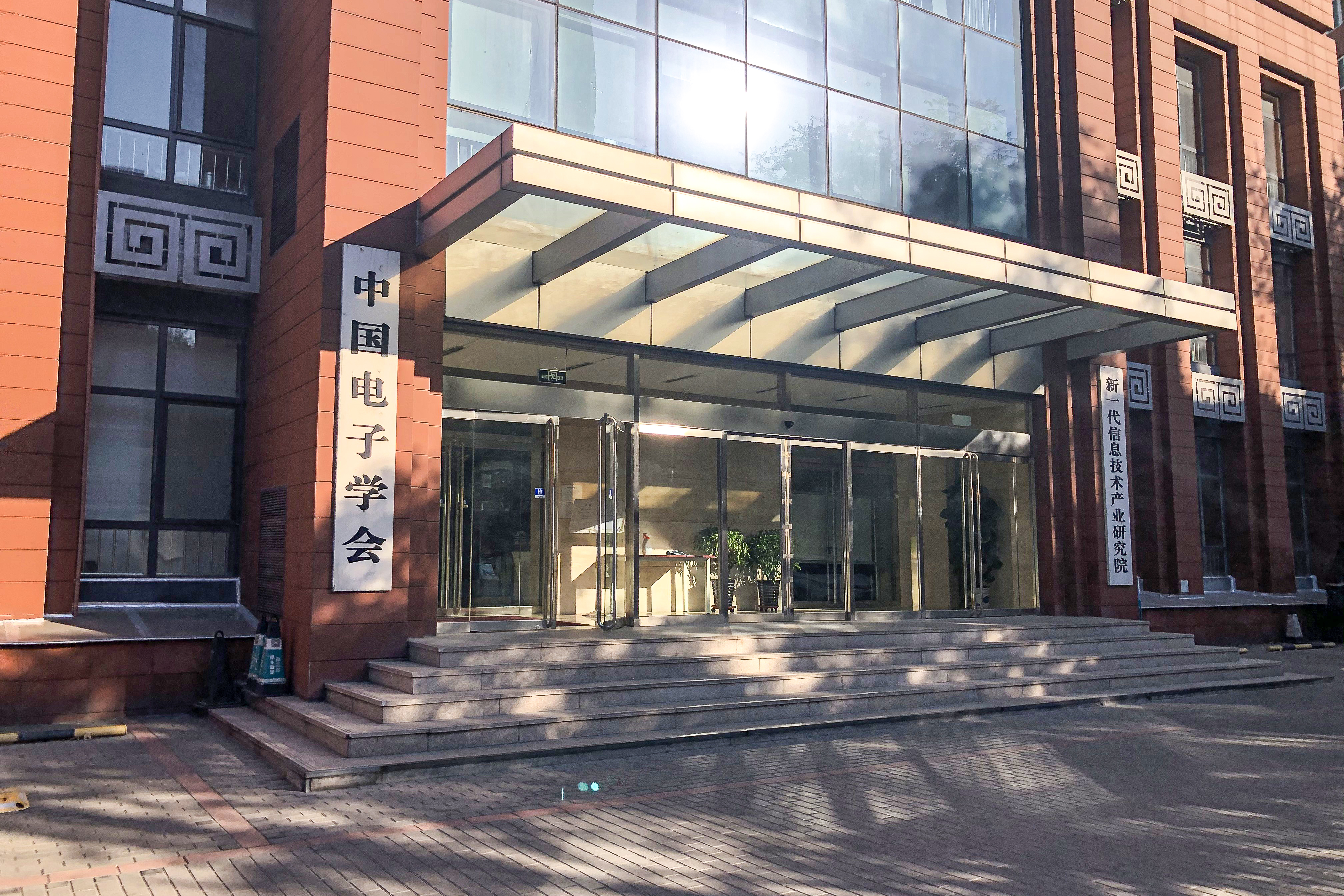
中国电子学会总部

中国电子学会（英語：Chinese Institute of Electronics，简称CIE）是中华人民共和国电子科学技术工作者组成的群众性学术团体，是中国科学技术协会主管的社会团体，1962年6月（或4月）成立。